# Mouvement solidariste costaricain
Le Movimiento solidarista costarricense ou Solidarismo est un syndicat jaune du Costa Rica. Il est présent dans un millier d’entreprises et compte 150 000 adhérents.
Ce syndicat est créé à l’initiative de grandes entreprises américaines, qui le financent en partie.
Il est exclu de l’Asociación nacional de empleados públicos y privados (ANEP) pour son soutien à l’ALÉAC,  traité de libre-échange avec les États-Unis.

## Sources
1. 1 2  « Chiquita révélations sur les pratiques d'une multinationale, une enquête du journal américain 'The Cincinnati Enquirer' », Bruxelles, 1998. Consulté le 20 janvier 2011
2. ↑  ANEP, « Movimiento Solidarista Costarricense pierde afiliación por posición a favor del TLC », ANEP, consulté le 20 janvier 2011